# Пузирниково
Пузи́рниково (рос. Пузырниково, марій. Алыксий) — присілок у складі Новотор'яльського району Марій Ел, Росія. Входить до складу Пектубаєвського сільського поселення.

## Населення
Населення — 20 осіб (2010; 14 у 2002).
Національний склад (станом на 2002 рік):
- марійці — 93 %